# Мегре і людина на лаві
«Мегре і людина на лаві» («Мегрэ и человек на скамейке») — радянський двосерійний телефільм 1973 року, знятий режисером В'ячеславом Бровкіним на Центральному телебаченні СРСР.

## Сюжет
За однойменним романом Жоржа Сіменона. Розслідуючи вбивство жителя передмістя Луї Туре, Мегре (Борис Тенін) стикається з байдужістю та жорстокістю людей, які оточували Луї останніми роками. Діагноз і вирок — винні усі.

## У ролях
- Борис Тенін — Мегре
- Тетяна Карпова — мадам Туре
- Наталія Варлей — Монік Туре
- Лідія Сухаревська — мадмуазель Леон
- Віра Васильєва — мадам Машер
- Едда Урусова — консьєржка
- Аркадій Пєсельов — інспектор Торанс
- Володимир Андрєєв — інспектор Неві
- Олександр Котов — інспектор Лапуент
- Віктор Лакірьов — інспектор Лурті
- Ігор Кашинцев — інспектор Жанв'є
- Матвій Нейман — Семброн
- Олександр Коміссаров — Альбер Жоріс
- Ролан Биков — Фред, клоун
- Лев Любецький — Камельйо, суддя
- Людмила Богданова — мадам Жибон
- Майя Полянська — Селіна, молодша сестра
- Зінаїда Ліберчук — Гортензія, старша сестра
- Йола Санько — Арлетта
- Дмитро Гошев — Маньєн
- Микола Серебренников — жандарм у ділянці
- Костянтин Агєєв — бармен

## Знімальна група
- Режисер — В'ячеслав Бровкін
- Сценарист — В'ячеслав Бровкін
- Оператор — Борис Кипарисов
- Художник — Лариса Мурашко